# Лопис, Изидору
Изидо́ру Ди́ас Ло́пис (порт. Isidoro Dias Lopes; 30 июня 1865, Дон-Педриту, Риу-Гранди-ду-Сул, Бразильская империя — 27 мая 1949, Рио-де-Жанейро, Бразилия) — бразильский военный и политический деятель, лидер восстания тенентистов в Сан-Паулу в 1924 году.

## Биография
Изидору Лопис родился в 1865 году в городе Дон-Педриту, штат Риу-Гранди-ду-Сул. В 1883 году поступил в военное училище Порту-Алегри, которое окончил в 1891 году в звании лейтенанта. В 1889 году поддержал переворот республиканцев, в ходе которого была свергнута империя. В 1893 году участвовал в восстании федералистов, направленном против правительства Флориану Пейшоту. После поражения федералистов в 1895 году отправился в изгнание в Париж. Через год он вернулся в Бразилию, и продолжил свою военную карьеру.
В 1924 году, уже будучи генералом, Лопис возглавил тенентистское восстание в Сан-Паулу. После его поражения, присоединился к колонне Престеса.
В 1930 году поддержал революцию, в ходе которой к власти пришёл Жетулиу Варгас, после чего был назначен командующим военным округом Сан-Паулу. В 1932 году Лопис стал одним из организаторов восстания конституционалистов, из-за чего был депортирован из страны в Португалию. Через два года Лопис вернулся на родину и с тех пор оставался в стороне от политики. Хотя он оставался противником авторитарного режима Варгаса, но к коммунистическому Ноябрьскому восстанию 1935 года присоединиться отказался.
27 мая 1949 генерал Лопис скончался.